# 올로로티탄

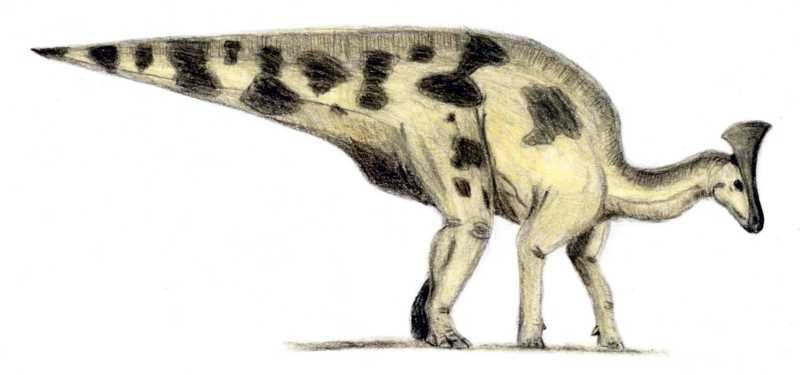

올로로티탄(Olorotitan)은 백악기 후기 러시아에서 서식하던 초식공룡이다. 몸길이는 8m, 몸높이는 3.5m, 몸무게는 2.6~3.4톤 사이에 달한다.